# Международная система размещения электродов «10—20»

Система «10—20%» — стандартная система размещения электродов на поверхности головы, которая рекомендована Международной федерацией электроэнцефалографии и клинической нейрофизиологии.

## Расположение электродов
Место расположение электродов определяется следующим образом: линия, соединяющая переносицу (назион) и затылочный бугор (инион), делится на 10 равных отрезков. Первый и последний электроды накладывают на расстоянии, соответствующем 10 % общей длины линии, от иниона или назиона. От первого электрода на расстоянии, соответствующем 20 % общей длины линии, накладывается другой электрод и т. д. Таким образом, по линии переносица-затылок (медианная линия, или вертексная линия) накладывают 5 электродов. На линии наружные слуховые проходы (центральная линия) так же накладывают по два электрода на каждое полушарие и макушечный электрод. Линии, параллельные медианной, и проходящие через электроды, наложенные по центральной линии, носят название парасагиттальных и височных (правая и левая). При этом на парасагиттальной линии накладывают по 5 электродов, а на височные — по 3 электрода. Всего в этом случае на поверхность головы накладывают 21 электрод.

## История
Система «10—20%» была создана в 1950-х годах канадским нейрофизиологом Гербертом Генри Джаспером (англ. Herbert Henri Jasper).